# كيكو مكدونالد
كيكو مكدونالد (بالإنجليزية: Keiko McDonald)‏ هي مستشرقة أمريكية، ولدت في 1940، وتوفيت في 14 سبتمبر 2008 بسبب غرق.